# Laminaty
Laminaty – rodzaj kompozytów: tworzywa powstające z połączenia dwóch materiałów o różnych właściwościach mechanicznych, fizycznych i technologicznych, w których składnik wzmacniający (tzw. zbrojenie) jest układany w postaci warstw (łac. lamina – cienka blaszka, płytka – stąd nazwa laminatów), między którymi znajduje się wypełnienie pełniące rolę lepiszcza. Warstwy wzmocnienia mogą być w postaci włókien ciągłych ułożonych jednokierunkowo (tzw. rovingu), tkanin lub mat z włókna ciętego.
Laminat, ze względu na swoją strukturę, ma dobrą wytrzymałość w kierunku włókien, ale bardzo słabą wytrzymałość w kierunku prostopadłym do warstw. Typowym naturalnym laminatem jest drewno, w którym wytrzymałe i sprężyste, choć wiotkie, włókna celulozowe są spajane w sztywne i odporne tworzywo przez tzw. ligninę (drzewnik) o wiele mniej wytrzymałą mechanicznie od celulozy.

## Typy laminatów
W zależności od zastosowanych żywic rozróżnia się m.in. laminaty:
- fenolowe,
- melaminowe,
- melaminowo-mocznikowe
- poliestrowe,
- epoksydowe,
- winylo-estrowe.

## Charakterystyka laminatu
- wysoka wytrzymałość mechaniczna
- wysoka odporność na warunki atmosferyczne
- wysoka twardość powierzchni
- odporność na zabrudzenia
- odporność na środki chemiczne

## Produkowane wersje
1. jednostronny – jedna strona dekoracyjna lub użytkowa (np. przeznaczona do lutowania)
2. dwustronny – dwie strony dekoracyjne lub użytkowe
3. standardowy – do oklejania płaskich powierzchni
4. na postforming – do produkcji blatów, parapetów
5. trudnozapalny – wykorzystywany w budynkach użyteczności publicznej
6. podłogowy – do produkcji paneli podłogowych
7. iluminat – laminat świecący do wystroju wnętrz
8. techniczny – stosowany jako materiał m.in. elektroizolacyjny
9. kompaktowy – do produkcji urządzeń sklepowych
10. elewacyjny – elewacje budynków
11. inne – do sztancowania, do wypełnień drzwi i balustrad oraz do torów kręgielni

Struktury powierzchni laminatu:
- SM – gładki mat
- SQ – połysk
- PE – perlisty
- PR – struktura drewna
- BS – bez struktury

## Właściwości konstrukcyjne laminatów
Szczególną cechą laminatów jest anizotropowość mechaniczna; wytrzymałość i sztywność laminatu jest bezpośrednio zależna od uformowania i kierunku ułożenia włókien konstrukcyjnych. Uwzględniające tę właściwość konstrukcje z laminatów są na ogół o wiele lżejsze i wytrzymalsze od większości konstrukcji z materiałów jednorodnych.
W analizie pracy takiego niejednorodnego tworzywa jak żelbet można przyjąć wystarczająco dokładne założenie, że stalowe zbrojenie przenosi wyłącznie siły rozciągające, a beton – wyłącznie ściskające, i zgodnie z nim na podstawie przewidywanych obciążeń optymalnie zaprojektować żelazobetonowy element. W wypadku przeważającej większości tworzyw kompozytowych tak uproszczona analiza nie jest możliwa. Zakłada się, że włókna konstrukcyjne przenoszą zdecydowaną większość naprężeń zarówno ściskających, jak i rozciągających, natomiast substancja łącząca przenosi prawie wyłącznie siły ścinające, zapewniając współpracę włókien jako „klej” lub „łącznik”, którego rzeczywistą wytrzymałość bardzo trudno określić. Zgodne z powyższymi założeniami jest – bardzo ważne w praktyce – zjawisko znacznego (nieliniowego) spadku wytrzymałości laminatu zarówno przy nadmiarze, jak i niedoborze substancji łączącej. Trudności w analizie rzeczywistych warunków współpracy włókien konstrukcyjnych powodują, że w projektowaniu kompozytów stosuje się do dziś raczej metody empiryczne niż ścisłe, a przewidywania teoretyczne dotyczące wytrzymałości kompozytów bardzo często okazują się błędne.

## Laminaty w ujęciu historycznym

### Laka
Laminaty sztuczne wytwarzane są od tysięcy lat, przede wszystkim dotyczy to technologii tzw. laki orientalnej, stosowanej w Chinach co najmniej od V w. p.n.e. i w Japonii od III w. n.e. Wyroby z laki powstawały na ogół poprzez przesycanie wielu cienkich warstw papieru i tkanin żywicznym „samoutwardzalnym” sokiem z sumaka Rhus. Miały one bardzo wysoką wytrzymałość i odporność, ale (ze względu na ogromną pracochłonność, czasochłonność i ostre wymagania technologiczne produkcji) do celów innych niż dekoracyjne były używane dość rzadko, głównie jako elementy uzbrojenia (zbroi, tarcz, łuków etc.). Tym niemniej (zwłaszcza w Chinach) gorsze gatunki laki stosowano czasem – analogicznie do dzisiejszych laminatów – do wzmacniania budowli i konstrukcji drewnianych, np. kadłubów łodzi.

### Laminaty na bazie włókien naturalnych
Pierwsze, przemysłowo wytwarzane (od początku XX w.) laminaty były stosowane głównie do wytwarzania półfabrykatów elektro- i radiotechnicznych, a produkowane były przez prasowanie w wysokiej temperaturze warstw płótna (bawełnianego, konopnego, czasem jedwabnego) nasyconego termoutwardzalną żywicą fenolowo-formaldehydową (wówczas bakelitem). Taki laminat był zbyt ciężki i drogi, żeby na szerszą skalę wykorzystywać go w celach wyłącznie konstrukcyjnych, jednak próby takie były podejmowane np. w przemyśle samochodowym, a także do produkcji aparatury chemicznej, rurociągów itp. Zostały one zarzucone głównie ze względów ekonomicznych i trudności w wytwarzaniu tą metodą elementów o wystarczająco dużych rozmiarach: naturalne tworzywa były na ogół o wiele tańsze i miały porównywalne lub lepsze właściwości mechaniczne.
Potomkiem tej technologii są produkowane do dzisiaj półfabrykaty płytowe, nazywane potocznie „laminatem” składające się z kilku warstw prasowanego papieru nasyconego żywicą melaminową, zazwyczaj z jednostronnie naniesioną powłoką dekoracyjno-ochronną. Płyty te kiedyś były używane do produkcji tanich mebli, a dziś w różnych postaciach stosowane bywają do produkcji wykończeń budowlanych, stolarki itp. „Laminatem” jest nazywane także kompozytowe tworzywo w formie płyt będące najpopularniejszym podłożem do montażu urządzeń elektronicznych; produkowane jest głównie przez prasowanie warstw tkanin przesyconych żywicami epoksydowymi lub akrylowymi.

### Laminaty z włókien mineralnych i sztucznych
Do pierwszych udanych prób stworzenia konstrukcyjnych kompozytów o zadowalających właściwościach doszło pod koniec II wojny światowej równolegle w Niemczech (IG Farben) i Stanach Zjednoczonych, m.in. dzięki opracowaniu opłacalnych technologii produkcji sztucznych żywic chemoutwardzalnych; wtedy też próbowano zastosować kompozyty w konstrukcjach samolotów.
Lawinowy rozwój kompozytów rozpoczął się jednak dopiero w połowie lat 50. XX w., dzięki opracowaniu technologii produkcji tanich żywic poliestrowych, i łączenia ich z nieorganicznymi włóknami konstrukcyjnymi, tzw. włóknem szklanym. Technika nasycania żywicą mat i tkanin szklanych okazała się tak prosta i dostępna nawet dla prymitywnie wyposażonych zakładów produkcyjnych (także chałupniczych) że doprowadziła do rewolucji w produkcji małych łodzi, samolotów, szybowców i innych niskoseryjnych lub jednostkowych konstrukcji.

### Laminatyhi-tech
Popularność laminatów poliestrowo-szklanych (PS) doprowadziła do szybkiego opracowania podstawowych zasad wykorzystania ich właściwości (głównie jako „samonośnych” skorup o zmiennej grubości zależnej od koncentracji naprężeń, na szczątkowym, usztywniającym szkielecie), ale także intensywnego poszukiwania materiałów o jeszcze lepszych właściwościach, pozbawionych wad PS (głównie małej odporności na zmęczenie mechaniczne i wpływy atmosferyczne, a także skłonności do delaminacji). O wiele lepszym materiałem niż poliestry okazały się żywice epoksydowe (laminat ES), jednak z powodu dużo wyższej ceny i problemów technologicznych (lepkość, problemy z kontrolą szybkości i jakości utwardzania) do dziś nie są używane w masowej produkcji wyrobów laminatowych. Wyjątkiem są konstrukcje szybowcowe, w których wymagana jest większa wytrzymałość możliwa do uzyskania tylko przy użyciu kompozytów (ES).
Nie dotyczy to konstrukcji o wysokich parametrach, których koszt i pracochłonność wytwarzania są drugorzędne, np. większość dużych jachtów regatowych, prototypy niekonwencjonalnych pojazdów lub samolotów, i urządzenia wojskowe i kosmiczne. W wytwarzaniu takich konstrukcji ogromną rolę odegrało także zastosowanie innych niż szklane włókien konstrukcyjnych, przede wszystkim węglowych, aramidowych (kevlar, nomex), bazaltowych.
Laminaty epoksydowo-węglowe odznaczają się niezwykle korzystnym stosunkiem wagi do wytrzymałości i wyjątkowo dużą sztywnością, są jednak stosunkowo mało odporne na uderzenia i dynamiczne obciążenia. Tej wady nie mają nieco mniej sztywne laminaty aramidowo-epoksydowe. W praktyce stosuje się łączenie tych dwóch rodzajów laminatu, zwłaszcza w konstrukcjach tzw. przekładkowych („sandwich”). Tkaniny węglowe i aramidowe są bardzo drogie, dlatego w mniej odpowiedzialnych miejscach takich superkonstrukcji w dalszym ciągu można spotkać laminaty ES.
Powszechnie używane są drobniejsze, więc stosunkowo tańsze i prostsze w produkcji elementy z kompozytów węglowych, tzn. maszty mniejszych łodzi, ramy wyczynowych rowerów, szkielety namiotów, wędziska i t.p.
Niezwykle wytrzymałym materiałem jest kompozyt oparty na monokrystalicznych włóknach boru, jednak jego cena ogranicza zastosowanie wyłącznie do celów wojskowych i kosmicznych. Niedostępne na rynku są produkty i technologie produkcji kompozytów w całości nieorganicznych (ceramicznych i metalowych); ich właściwości w krajach gdzie są produkowane na skalę przemysłową (USA, Japonia, Rosja, Chiny) są objęte tajemnicą.

## Masowe zastosowania laminatów

### Laminat poliestrowo-szklany (PS)
W zastosowaniach przemysłowych i amatorskich (zwłaszcza szkutniczych) dominuje laminat PS, produkowany w kilku zasadniczych technologiach: najpopularniejsze jest ręczne przesycanie żywicą poliestrową ułożonych w formie (matrycy, „kopycie”) krzyżujących się warstw mat i tkanin szklanych, przy użyciu pędzli, wałków itp. narzędzi.
Ulepszeniem tej technologii jest próżniowe odsysanie powietrza w czasie nasycania tkaniny lub maty żywicą, co bardzo korzystnie wpływa też na jednorodność laminatu. Nasyconą w ten sposób warstwę bez pęcherzyków powietrza nakłada się na poprzednie warstwy w foremniku. Niezbędne do tego urządzenia i materiały nie są drogie ani trudno dostępne, lecz mimo to raczej nie są stosowane przez amatorów i w mniejszych zakładach produkcyjnych.
Jeszcze korzystniejsze jest wygrzewanie laminatu w trakcie utwardzania żywicy, jednak skuteczne wykorzystanie tej techniki wymaga użycia drogich, wielkowymiarowych pieców lub nagrzewnic.
Inną dość popularną techniką, wymagającą jednak drogich urządzeń jest natryskiwanie na jednorazowe formy bądź gotowe (np. remontowane) obiekty mieszaniny żywicy i ciętego włókna szklanego, tworzącej po utwardzeniu kompozyt (jednak o gorszych właściwościach mechanicznych niż oparty na tkaninach).

### Laminaty epoksydowe (ES)

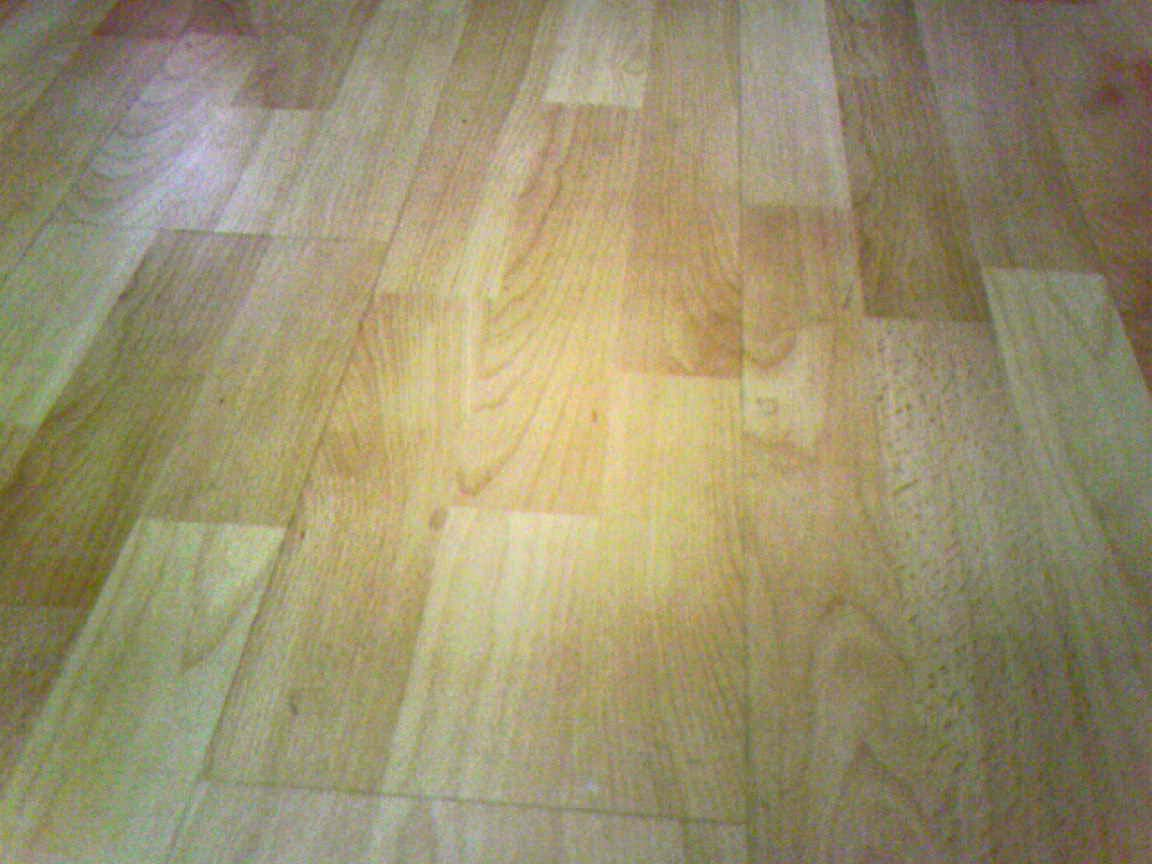
Przykład podłogi wykonanej z laminatów

Właściwości żywic epoksydowych i laminatów ES są obecnie w warunkach amatorskich wykorzystywane głównie do tworzenia mieszanych tworzyw kompozytowych z wykorzystaniem naturalnego drewna (np. technologia „West”). Żywice epoksydowe (w przeciwieństwie do poliestrowych) bardzo dobrze łączą się z drewnem, tworząc specyficzny kompozyt epoksydowo-drewniany, lekki, wytrzymały, wyjątkowo odporny na zmęczenie i obciążenia dynamiczne, a także wystarczająco odporny na długotrwałe działanie wody. Nie bez znaczenia dla popularności tych technologii jest tradycjonalizm np. środowiska żeglarskiego, w którym używanie drewna do budowy jachtów kojarzy się z elegancją i tradycyjnym „stylem jachtowym”. Koszt, a zwłaszcza pracochłonność budowy z takiego kompozytu kadłubów większych łodzi itp. konstrukcji są jednak wyższe niż w opisanych wyżej technologiach PS.
Łączenie konstrukcji epoksydowo-drewnianych (np. w formie przesyconych epoksydem obłogów, fornirów) z elementami z kompozytów ES i karbonu jest drogie i pracochłonne, ale prowadzi do tworzenia jachtów o bardzo wysokich walorach użytkowych, pozbawionych technologicznych wad tradycyjnych konstrukcji drewnianych, i jest coraz popularniejsze także w polskim szkutnictwie.

### Przyszłość masowego stosowania laminatów
Z całą pewnością w najbliższym czasie można spodziewać się dalszego rozwoju technologii kompozytowych, zwłaszcza ze względu na oczekiwane opracowanie technologii taniej produkcji nanorurek węglowych (o potencjalnie rewelacyjnych właściwościach jako włókien konstrukcyjnych) i wielokrotnie wytrzymalszych od kevlaru włókien syntetycznych.

### Laminaty szklano-epoksydowe
To grupa laminatów (TSE) opartych na żywicach epoksydowych.
Powstają w wyniku nasycenia żywicą epoksydową tkaniny szklanej i sprasowaniu jej w układzie warstwowym.
Laminaty szklano-epoksydowe cechują się bardzo dobrymi właściwościami mechanicznymi i elektrycznymi. Przy niewielkim ciężarze właściwym ok. 2 (stal posiada ok. 7,85) posiadają wysokie parametry wytrzymałościowe na zginanie i ściskanie (ok. 600 MPa). Są praktycznie (jak na tworzywa) niewrażliwe na działanie podwyższonych temperatur, nawet do 250 °C.
Są stosowane tam gdzie wymaga się od tworzyw pewności wymiarowej i wytrzymałościowej pod dużymi obciążeniami i w podwyższonej temperaturze. Nie nadają się jednak do połączeń ruchomych (np. łożyska), ponieważ zawarte w nim włókna szklane powodują zacieranie się materiałów. Doskonałe właściwości dielektryczne nadaje laminatowi żywica epoksydowa. Laminat TSE o grubości 3 mm wytrzymuje próbę napięciową ok. 50 kV.
Laminat szklano-epoksydowy, zwłaszcza typu FR-4, sprasowany z cienką warstwą folii miedzianej (typowe grubości folii to 17, 35 lub 70 mikrometrów) jest masowo stosowany w elektronice do produkcji obwodów drukowanych (PCB). Wytrawiona folia miedziana zapewnia, poprzez lutowanie, połączenia elektryczne między elementami, oraz pomaga w odprowadzeniu od nich ciepła. Sam laminat stanowi dobrą izolację oraz sztywną warstwę montażową o dużej odporności mechanicznej.
Laminaty szklano-epoksydowe są również wykorzystywane w przemyśle zbrojeniowym. Dzięki wysokiej odporności na udar oraz przepalenie są częścią składową nowoczesnego pancerza czołgów i innych pojazdów wojskowych, są stosowane także do osłon pojazdów cywilnych np. do przewożenia pieniędzy, a także w konstrukcji sejfów.